# František Benhart
František Benhart (ur. 10 września 1924 w Sewluszu, zm. 25 grudnia 2006 w Pradze) – czeski historyk i krytyk literacki, redaktor, tłumacz literatury słoweńskiej, autor literatury politycznej. 
Był członkiem korespondentem Słoweńskiej Akademii Nauki i Sztuki.
Był redaktorem miesięcznika „Plamen”. Jego dorobek obejmuje ok. 70 przekładów książkowych oraz siedem książek autorskich.

## Twórczość

### Twórczość książkowa
- Jedna a jedna : kritické texty o české a slovinské literatuře 1963–1998
- Zářivý den u řeky cestopisné eseje 1997, wyd. 2. rozszerzone 2006
- Všichni jsme naši : Aforismy a nevážné texty 2003
- Malce drugačna branja 1990

### Przekłady
Dolenc, Mate:
- Upír z Gorjanců 1988

Grabeljšek, Karel:
- Dolomity se drolí 1957

Ingolič, Anton:
- Odvážná cesta 1958
- Tajný spolek PGC 1967
- Večírek u Ady 1969
- Viničný vrch 1959

Jančar, Drago:
- Galejník 1990
- Pohled anděla 1995
- Profesor Arnož a ti jeho 1978
- Ringo Star 1990
- Špiclování Godota 1992
- Velký brilantní valčík

Kocbek, Edvard:
- Sám sobě vstříc 1979

Kosmač, Ciril:
- Jarní den Praga 1977

Kovič, Kajetan:
- Ani bůh, ani zvíře 1980

Mihelič, Mira:
- Duha nad městem 1976
- Dům večera 1982
- Novoluní Praga 1971

Mikuž, Jure:
- Obrazy Gallusovy doby Lublana 1991

Minatti, Ivan:
- Prohlubeň ticha 1995

Potrč, Ivan:
- Poslouchej řeku Praga 1980
- Setkání Praga 1965

Voranc, Prežihov:
- Jamnica Praga 1959
- Semeno větru Praga 1972
- Slzičky 1959
- Spálenisko Praga 1973

Svetina, Tone:
- Lest 1974
- Osidla 1976
- Zúčtování 1977

Šalamun, Tomaž:
- Ambra 1996

Udovič, Jože:
- Ostrovy jasu 1979

Zorman, Ivo:
- Drahá moje Izo 1983

Zupančič, Beno:
- Holubník 1984
- Pohřební hostina 1964
- Večírek 1964
- Zvony před bouří Praga 1978